# Philipp Christiaan Molhuysen

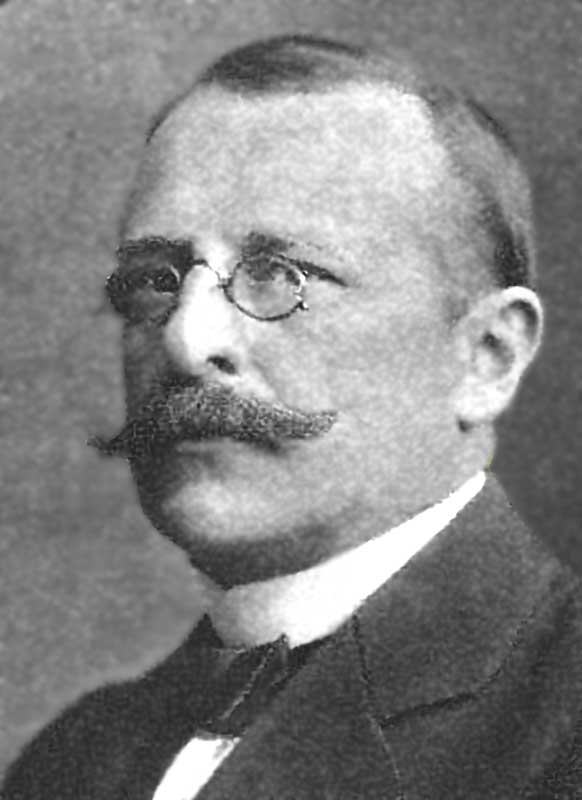
P.C. Molhuysen (1922)

Philipp Christiaan Molhuysen (* 20. August 1870 in Almelo; † 15. Juli 1944 in Den Haag) war der Bibliothekar der Königlichen Bibliothek der Niederlande.

## Leben
Der Sohn des Hendrik Emilius August Molhuysen und dessen Frau Henriena Johanna Elisabeth de Lange besuchte das Gymnasium in Deventer. 1891 begann Molhuysen mit einem Studium der klassischen Sprachen an der Universität Leiden. Seine Lehrer waren zu jener Zeit Jan van Leeuwen (1850–1924) und Jacobus Johannes Hartman (1851–1924), welche sein Hauptaugenmerk auf die klassischen Autoren lenkten. Nach einigen Aufenthalten an italienischen Bibliotheken kehrte er nach Leiden zurück, wo er am 4. November 1896 mit der Dissertation De tribus Homeri Odysseae codicibus antiquissimis zum Doktor der klassischen Philologie promovierte. Von 1897 bis 1913 war er als Kurator der handschriftlichen Abteilung an der Universität Leiden tätig. 
1913 wurde Molhuysen von der niederländischen Carnegie-Stiftung zum Bibliothekar des Friedenspalasts ernannt. Seine Aufgabe war die Neuerstellung einer Bibliothek auf dem Gebiet des Völkerrechts und der diplomatischen Geschichte. Am 1. Oktober 1921 wurde er als Nachfolger von Willem Geertrudus Cornelis Byvanck (1848–1925) als Bibliothekar der Königlichen Bibliothek der Niederlande angestellt. Molhuysen und Petrus Johannes Blok erwarben sich durch die Redaktion des Nieuw Nederlandsch Biografisch Woordenboek allgemeine Anerkennung. Zu dem niederländischen Standardnachschlagewerk steuerte er eine Vielzahl von Artikeln bei.
Seit 1921 war er Mitglied der Königlich Niederländischen Akademie der Wissenschaften (KNAW).
Molhysen war drei Mal verheiratet. Seine erste Ehe schloss er 1902 mit Johanna Agatha Valken († 1919). Aus der Ehe gingen drei Kinder hervor. Seine zweite Ehe schloss er mit Elsa Rachel Oppenheim, in welcher Ehe ein Sohn geboren wurde. Die Ehe währte jedoch nur kurz. Seine dritte Ehe schloss er 1923 mit Julia Ulrica de Vries, welche ihm einen Sohn und eine Tochter gebar.

## Werke (Auswahl)
- De tribus Homeri Odysseae codicibus. Leiden 1896
- Inventaris van de archieven der Rijks-Universiteit te Leiden. 1909
- Codices Manuscripti Bibliothecae Universitatis Leidensis. 1910–1912
- Bronnen tot de geschiedenis der Leidsche Universiteit. ’s-Gravenhage 1913–1924, 7. Bde.
- De komst van Scaliger in Leiden. Leiden 1913
- Catalogue de la Bibliothèque de la Cour permanente d’arbitrage à La Haye. ’s-Gravenhage 1919
- De briefwisseling van Hugo Grotius. ’s-Gravenhage 1928–1936
- Nieuw Nederlandsch Biografisch Woordenboek. ’s-Gravenhage 1911–1937